# Никитинка (Купинский район)
Никитинка — упразднённая  деревня в Купинском районе Новосибирской области России. Входила в состав Благовещенского сельсовета. Упразднена в 2001 году.

## География
Располагалась в 7,5 км от озера Шульгина, 15 км к юго-востоку от села Благовещенка.

## История
Основано в 1907 году. 
В 1928 году посёлок Никитинский состоял из 162 хозяйств. Центр Никитинского сельсовета Андреевского района Славгородского округа Сибирского края.

## Население
В 1926 году в посёлке проживало 820 человек (414 мужчин и 406 женщин), основное население — украинцы.